# Drosophila californica
Drosophila californica is een vliegensoort uit de familie van de fruitvliegen (Drosophilidae). De wetenschappelijke naam van de soort werd voor het eerst geldig gepubliceerd in 1923 door Alfred Sturtevant.